# رطريط
القِلَّاب أو الرطريط أو القرمل (الاسم العلمي Zygophyllum)، جنس نباتات من فصيلة القديسية. تنتشر أنواعه في المناطق القاحلة وشبه القاحلة في إفريقيا وحوض البحر الأبيض المتوسط ووسط آسية وغرب آسية وأسترالية.